# 국민의힘 공직후보자 기초자격평가
국민의힘 공식후보자 기초자격평가(國民의힘公職候補者基礎資格評價, People Power Aptitude Test, PPAT)는 국민의힘이 예비 공직후보자를 대상으로 시행하는 자격 시험이다. 국민의힘 소속으로 선거에 출마하려는 예비 출마자의 역량을 강화하고 적격성을 평가하기 위한 시험이며, 경선 심사에서 가산점이 부여되는 방식으로 활용된다.

## 역사
국민의힘 제1차 전당대회에서 당대표에 출마한 이준석이 공천 자격 시험 제도를 공약으로 제시하면서 처음 구상되었다. 당대표 후보 공약집에 제시되었던 최초 구상안은 자료해석 능력, 독해 능력, 표현력, 컴퓨터 활용능력 등을 평가하며, 연간 여러 차례 진행되는 시험에서 일정 점수 이상 받아 통과하는 후보자에 한해 공천 지원 자격을 주는 방식이었다.
시험을 통해 공천 후보 심사 자격을 부여하는 안에 대해 당내 반발이 있자, 2021년 10월 25일에 국민의힘 최고위원회에서는 기초의원과 광역의원에 출마하는 모든 후보자를 대상으로 실시하되 시험 결과에 따라 고득점자에게 가산점을 부여받는 방식으로 시험을 진행하는 안을 승인했다. 국민의힘은 2021년 11월 3일에 제3차 상임전국위원회를 개최하여 지방선거 공직 후보자 경선 과정에서 공직후보자 역량강화 평가 결과에 따라 경선 가산점을 부여할 수 있다는 조항을 신설했다. 당헌과 당규, 시사 현안, 정치 관계법 등을 평가하는 객관식 시험으로 진행되었다.

## 같이 보기
- 국민의힘